# Vásárhelyi Hírlap
Vásárhelyi Hírlap (română Jurnalul Târgumureșean) este un cotidian de limba maghiară din județul Mureș, cu sediul redacției în orașul Târgu Mureș. 